# Torneo Apertura 2012 Liga de Nuevos Talentos
El Torneo Apertura 2012 de la Liga de Nuevos Talentos fue el 31° torneo corto que abrió la LXIV temporada de la Segunda División. El cuadro de Académicos de Atlas conquistó su segundo campeonato en la categoría, tras derrotar a las Garzas de la UAEH.

## Sistema de competición
El sistema de competición de este torneo se desarrolla en dos fases:
- Fase de calificación: que se integra por las 11 o 13 jornadas del torneo.
- Fase final: que se integra por los partidos de ida y vuelta en rondas de octavos de final, cuartos de final, de semifinal y final.

### Fase de calificación
En la fase de calificación se observará el sistema de puntos. La ubicación en la tabla general está sujeta a lo siguiente:
- Por juego ganado se obtendrán tres puntos.
- Por juego empatado se obtendrá un punto. (se juegan en penales el punto extra)
- Por juego perdido no se otorgan puntos.

En esta fase participan los 26 clubes de la Liga de Nuevos Talentos jugando en cada grupo todos contra todos durante las jornadas respectivas, a un solo partido.
El orden de los clubes al final de la Fase de Calificación del torneo corresponderá a la suma de los puntos obtenidos por cada uno de ellos y se presentará en forma descendente. Si al finalizar las 11 o 13 jornadas del torneo, dos o más clubes estuviesen empatados en puntos, su posición en la Tabla general será determinada atendiendo a los siguientes criterios de desempate:
- Mejor diferencia entre los goles anotados y recibidos.
- Mayor número de goles anotados.
- Marcadores particulares entre los Clubes empatados.
- Mayor número de goles anotados como visitante.
- Mejor ubicado en la Tabla general de cociente.
- Tabla Fair Play.
- Sorteo.

Para determinar los lugares que ocuparán los clubes que participen en la fase final del torneo se tomará como base la Tabla general de clasificación.
Participan automáticamente por el título de Campeón de la Liga de Nuevos Talentos los primeros 4 lugares de cada grupo (8 en total).

### Fase final
Los dieciséis clubes calificados para esta fase del torneo serán reubicados de acuerdo con el lugar que ocupen en la Tabla general al término de la jornada 15, con el puesto del número uno al club mejor clasificado, y así hasta el #16. Los partidos a esta fase se desarrollarán a visita, en las siguientes etapas:
- Octavos de final
- Cuartos de final
- Semifinales
- Final

Los clubes vencedores en los partidos de octavos, cuartos de final y semifinal serán aquellos que en los dos juegos anoten el mayor número de goles. De existir empate en el número de goles anotados, la posición se definirá a favor del club con mayor cantidad de goles a favor cuando actúe como visitante.
Si una vez aplicado el criterio anterior los clubes siguieran empatados, se observará la posición de los clubes en la tabla general de clasificación.
Los partidos correspondientes a la fase final se jugarán obligatoriamente los días miércoles y sábado, y jueves y domingo eligiendo, en su caso, exclusivamente en forma descendente, los cuatro Clubes mejor clasificados en la Tabla general al término de la jornada 15, el día y horario de su partido como local. Los siguientes cuatro Clubes podrán elegir únicamente el horario.
El Club vencedor de la Final y por lo tanto Campeón, será aquel que en los dos partidos anote el mayor número de goles. Si al término del tiempo reglamentario el partido está empatado, se agregarán dos tiempos extras de 15 minutos cada uno. De persistir el empate en estos periodos, se procederá a lanzar tiros penales hasta que resulte un vencedor.
Los partidos de Octavos de final se jugarán de la siguiente manera:
1° vs 16°
2° vs 15°
3° vs 14°
4° vs 13°
5º vs 12º
6º vs 11º
7º vs 10º
8º vs 9º
Los partidos de cuartos de final se jugarán de la siguiente manera:
1° vs 8°
2° vs 7°
3° vs 6°
4° vs 5°

En las semifinales participarán los cuatro clubes vencedores de cuartos de final, reubicándolos del uno al cuatro, de acuerdo a su mejor posición en la Tabla general de clasificación al término de la jornada 15 del torneo correspondiente, enfrentándose:
1° vs 4°
2° vs 3°
Disputarán el título de Campeón de los Torneos de Apertura 2012 y Clausura 2013 los dos clubes vencedores de la fase semifinal correspondiente, reubicándolos del uno al dos, de acuerdo a su mejor posición en la Tabla general de clasificación al término de las jornadas de cada torneo.

## Equipos participantes

### Zona 1
| Equipo                                     | Ciudad                        | Estadio                             |
| ------------------------------------------ | ----------------------------- | ----------------------------------- |
| América Coapa                              | México, D. F.                 | Instalaciones Club América Coapa    |
| Atlante Tabasco                            | Villahermosa, Tabasco         | Centro de Formación Atlante Tabasco |
| Atlético Chiapas                           | Tuxtla Gutiérrez, Chiapas     | Víctor Manuel Reyna                 |
| Cañoneros de Campeche                      | Campeche, Campeche            | Universitario Campeche              |
| Centro Universitario del Fútbol            | San Agustín Tlaxiaca, Hidalgo | Universidad del Fútbol              |
| C.D. Cuautla                               | Cuautla, Morelos              | Isidro Gil Tapia                    |
| Deportivo Nuevo Chimalhuacán               | Chimalhuacán, México          | Tepalcates                          |
| F.C. Bavaria Tultitlán                     | Tultitlán, México             | Deportivo Cartagena                 |
| Lobos Prepa                                | Puebla, Puebla                | Ciudad Universitaria Puebla         |
| Pioneros de Cancún                         | Cancún, Quintana Roo          | Cancún 86                           |
| Pumas Naucalpan                            | México, D. F.                 | La Cantera                          |
| Titanes de Tulancingo                      | Tulancingo, Hidalgo           | Primero de Mayo                     |
| Universidad Autónoma del Estado de Hidalgo | Pachuca, Hidalgo              | Nuevo La Higa                       |
| Zacatepec 1948                             | Zacatepec, Morelos            | Agustín Coruco Díaz                 |

### Zona 2
| Equipo                            | Ciudad                              | Estadio                              |
| --------------------------------- | ----------------------------------- | ------------------------------------ |
| Académicos                        | Zapopan, Jalisco                    | Club Atlas Chapalita                 |
| Cachorros UANL                    | Zuazua, Nuevo León                  | Instalaciones de Zuazua              |
| Calor de San Pedro                | San Pedro de las Colonias, Coahuila | Unidad Deportiva San Pedro           |
| C.D. Oro                          | Guadalajara, Jalisco                | Jalisco / Club La Primavera          |
| Colegio Once México               | Zapopan, Jalisco                    | Colegio Once México                  |
| Durango                           | Durango, Durango                    | Francisco Zarco                      |
| Irapuato "B"                      | Irapuato, Guanajuato                | Sergio León Chávez                   |
| Necaxa "B"                        | Aguascalientes, Aguascalientes      | Victoria                             |
| Reboceritos de La Piedad          | Silao, Guanajuato                   | Municipal de Silao                   |
| Santos Los Mochis                 | Los Mochis, Sinaloa                 | Centenario LM                        |
| Topos de Reynosa                  | Reynosa, Tamaulipas                 | Adolfo López Mateos                  |
| Universidad Autónoma de Zacatecas | Zacatecas, Zacatecas                | Universitario Unidad Deportiva Norte |

## Tabla general
| Pos. | Equipo                            | Pts. | PJ | G | E | P  | GF | GC | Dif. | Clasificación       |
| ---- | --------------------------------- | ---- | -- | - | - | -- | -- | -- | ---- | ------------------- |
| 1    | América Coapa                     | 29   | 13 | 9 | 2 | 2  | 23 | 12 | +11  | Liguilla de ascenso |
| 2    | Titanes de Tulancingo             | 27   | 13 | 9 | 0 | 4  | 31 | 12 | +19  | Liguilla de ascenso |
| 3    | Zacatepec 1948                    | 26   | 13 | 8 | 2 | 3  | 29 | 13 | +16  | Liguilla de ascenso |
| 4    | Durango                           | 25   | 11 | 6 | 5 | 0  | 28 | 13 | +15  | Liguilla de ascenso |
| 5    | Cachorros de la UANL              | 24   | 11 | 8 | 0 | 3  | 28 | 15 | +13  | Liguilla de ascenso |
| 6    | Universidad Autónoma de Hidalgo   | 24   | 13 | 7 | 3 | 3  | 26 | 14 | +12  | Liguilla de ascenso |
| 7    | Necaxa "B"                        | 22   | 11 | 6 | 3 | 2  | 21 | 16 | +5   | Liguilla de ascenso |
| 8    | Atlético Chiapas                  | 22   | 13 | 7 | 1 | 5  | 18 | 13 | +5   | Liguilla de ascenso |
| 9    | Pumas Naucalpan                   | 22   | 13 | 7 | 1 | 5  | 21 | 20 | +1   | Liguilla de ascenso |
| 10   | Pioneros de Cancún                | 21   | 13 | 6 | 3 | 4  | 28 | 14 | +14  | Liguilla de ascenso |
| 11   | Académicos de Atlas (C)           | 20   | 11 | 6 | 2 | 3  | 29 | 12 | +17  | Liguilla de ascenso |
| 12   | Cañoneros de Campeche             | 19   | 13 | 5 | 4 | 4  | 24 | 19 | +5   | Liguilla de ascenso |
| 13   | Centro Universitario del Fútbol   | 18   | 13 | 5 | 3 | 5  | 29 | 25 | +4   | Liguilla de ascenso |
| 14   | Colegio Once México               | 16   | 11 | 5 | 1 | 5  | 13 | 20 | −7   | Liguilla de ascenso |
| 15   | Calor de San Pedro                | 16   | 11 | 4 | 3 | 4  | 13 | 23 | −10  | Liguilla de ascenso |
| 16   | Reboceritos de La Piedad          | 15   | 11 | 4 | 3 | 4  | 20 | 14 | +6   | Liguilla de ascenso |
| 17   | C.D. Oro                          | 15   | 11 | 5 | 0 | 6  | 23 | 27 | −4   |                     |
| 18   | Universidad Autónoma de Zacatecas | 14   | 11 | 4 | 2 | 5  | 23 | 19 | +4   |                     |
| 19   | Lobos Prepa                       | 14   | 13 | 4 | 2 | 7  | 19 | 24 | −5   |                     |
| 20   | Deportivo Nuevo Chimalhuacán      | 12   | 13 | 3 | 3 | 7  | 21 | 29 | −8   |                     |
| 21   | Cuautla                           | 11   | 13 | 2 | 5 | 6  | 11 | 23 | −12  |                     |
| 22   | Atlante Tabasco                   | 11   | 13 | 3 | 2 | 8  | 11 | 30 | −19  |                     |
| 23   | Santos Los Mochis                 | 10   | 11 | 3 | 1 | 7  | 11 | 17 | −6   |                     |
| 24   | Irapuato "B"                      | 10   | 11 | 3 | 1 | 7  | 11 | 19 | −8   |                     |
| 25   | Topos de Reynosa                  | 4    | 11 | 1 | 1 | 9  | 9  | 34 | −25  |                     |
| 26   | Bavaria Tultitlán                 | 1    | 13 | 0 | 1 | 12 | 10 | 53 | −43  |                     |

 Fuente: Segunda División FMF

## Grupos

### Grupo 1
| Pos. | Equipo                          | Pts. | PJ | G | E | P  | GF | GC | Dif. | Clasificación       |
| ---- | ------------------------------- | ---- | -- | - | - | -- | -- | -- | ---- | ------------------- |
| 1    | América Coapa                   | 29   | 13 | 9 | 2 | 2  | 23 | 12 | +11  | Liguilla de ascenso |
| 2    | Titanes de Tulancingo           | 27   | 13 | 9 | 0 | 4  | 31 | 12 | +19  | Liguilla de ascenso |
| 3    | Zacatepec 1948                  | 26   | 13 | 8 | 2 | 3  | 29 | 13 | +16  | Liguilla de ascenso |
| 4    | Universidad Autónoma de Hidalgo | 24   | 13 | 7 | 3 | 3  | 26 | 14 | +12  | Liguilla de ascenso |
| 5    | Atlético Chiapas                | 22   | 13 | 7 | 1 | 5  | 18 | 13 | +5   | Liguilla de ascenso |
| 6    | Pumas Naucalpan                 | 22   | 13 | 7 | 1 | 5  | 21 | 20 | +1   | Liguilla de ascenso |
| 7    | Pioneros de Cancún              | 21   | 13 | 6 | 3 | 4  | 28 | 14 | +14  | Liguilla de ascenso |
| 8    | Cañoneros de Campeche           | 19   | 13 | 5 | 4 | 4  | 24 | 19 | +5   | Liguilla de ascenso |
| 9    | Centro Universitario del Fútbol | 18   | 13 | 5 | 3 | 5  | 29 | 25 | +4   | Liguilla de ascenso |
| 10   | Lobos Prepa                     | 14   | 13 | 4 | 2 | 7  | 19 | 24 | −5   |                     |
| 11   | Deportivo Nuevo Chimalhuacán    | 12   | 13 | 3 | 3 | 7  | 21 | 29 | −8   |                     |
| 12   | Cuautla                         | 11   | 13 | 2 | 5 | 6  | 11 | 23 | −12  |                     |
| 13   | Atlante Tabasco                 | 11   | 13 | 3 | 2 | 8  | 11 | 30 | −19  |                     |
| 14   | Bavaria Tultitlán               | 1    | 13 | 0 | 1 | 12 | 10 | 53 | −43  |                     |

 Fuente: Segunda División FMF

### Grupo 2
| Pos. | Equipo                            | Pts. | PJ | G | E | P | GF | GC | Dif. | Clasificación       |
| ---- | --------------------------------- | ---- | -- | - | - | - | -- | -- | ---- | ------------------- |
| 1    | Durango                           | 25   | 11 | 6 | 5 | 0 | 28 | 13 | +15  | Liguilla de ascenso |
| 2    | Cachorros de la UANL              | 24   | 11 | 8 | 0 | 3 | 28 | 15 | +13  | Liguilla de ascenso |
| 3    | Necaxa "B"                        | 22   | 11 | 6 | 3 | 2 | 21 | 16 | +5   | Liguilla de ascenso |
| 4    | Académicos de Atlas (C)           | 20   | 11 | 6 | 2 | 3 | 29 | 12 | +17  | Liguilla de ascenso |
| 5    | Colegio Once México               | 16   | 11 | 5 | 1 | 5 | 13 | 20 | −7   | Liguilla de ascenso |
| 6    | Calor de San Pedro                | 16   | 11 | 4 | 3 | 4 | 13 | 23 | −10  | Liguilla de ascenso |
| 7    | Reboceritos de La Piedad          | 15   | 11 | 4 | 3 | 4 | 20 | 14 | +6   | Liguilla de ascenso |
| 8    | C.D. Oro                          | 15   | 11 | 5 | 0 | 6 | 23 | 27 | −4   |                     |
| 9    | Universidad Autónoma de Zacatecas | 14   | 11 | 4 | 2 | 5 | 23 | 19 | +4   |                     |
| 10   | Santos Los Mochis                 | 10   | 11 | 3 | 1 | 7 | 11 | 17 | −6   |                     |
| 11   | Irapuato "B"                      | 10   | 11 | 3 | 1 | 7 | 11 | 19 | −8   |                     |
| 12   | Topos de Reynosa                  | 4    | 11 | 1 | 1 | 9 | 9  | 34 | −25  |                     |

 Fuente: Segunda División FMF

## Torneo Regular
| Jornada 1           | Jornada 1 | Jornada 1         | Jornada 1                              | Jornada 1       | Jornada 1 | Jornada 1 | Jornada 1 | Jornada 1 | Jornada 1 | Jornada 1 |
| Zona 1              | Zona 1    | Zona 1            | Zona 1                                 | Zona 1          | Zona 1    | Zona 1    | Zona 1    | Zona 1    | Zona 1    | Zona 1    |
| Local               | Resultado | Visitante         | Estadio                                | Fecha           | Hora      |           |           |           |           |           |
| ------------------- | --------- | ----------------- | -------------------------------------- | --------------- | --------- | --------- | --------- | --------- | --------- | --------- |
| U.A. de Hidalgo     | 2 - 1     | Pioneros          | Club Hidalguense                       | 24 de agosto    | 12:00     |           |           |           |           |           |
| Lobos Prepa         | 4 - 3     | Cañoneros         | Preparatoria Lic. Benito Juárez García | 25 de agosto    | 12:00     |           |           |           |           |           |
| Nuevo Chimalhuacán  | 1 - 4     | América Coapa     | Tepalcates                             | 25 de agosto    | 16:00     |           |           |           |           |           |
| Atlante Tabasco     | 4 - 2     | Bavaria Tultitlán | Cefor Atlante Tabasco                  | 25 de agosto    | 16:00     |           |           |           |           |           |
| Atlético Chiapas    | 0 - 2     | C.U. del Fútbol   | Víctor Manuel Reyna                    | 25 de agosto    | 17:00     |           |           |           |           |           |
| Cuautla             | 0 - 3     | Pumas Naucalpan   | Isidro Gil Tapia                       | 26 de agosto    | 16:00     |           |           |           |           |           |
| Zacatepec           | 2 - 0     | Titanes           | Agustín Coruco Díaz                    | 26 de agosto    | 16:00     |           |           |           |           |           |
| Zona 2              |           |                   |                                        |                 |           |           |           |           |           |           |
| Local               | Resultado | Visitante         | Estadio                                | Fecha           | Hora      |           |           |           |           |           |
| Colegio Once México | 1 - 0     | Irapuato          | Colegio Once México                    | 1 de septiembre | 11:00     |           |           |           |           |           |
| Necaxa "B"          | 2 - 1     | Cachorros UANL    | Victoria                               | 1 de septiembre | 12:00     |           |           |           |           |           |
| La Piedad           | 1 - 1     | Académicos        | Municipal de Silao                     | 1 de septiembre | 16:00     |           |           |           |           |           |
| Durango             | 2 - 2     | UAZ               | Francisco Zarco                        | 1 de septiembre | 16:00     |           |           |           |           |           |
| Calor de San Pedro  | 2 - 0     | Topos de Reynosa  | U.D. San Pedro                         | 2 de septiembre | 12:00     |           |           |           |           |           |
| CD Oro              | 2 - 1     | Santos Los Mochis | Jalisco                                | 2 de septiembre | 12:00     |           |           |           |           |           |

| Jornada 2          | Jornada 2 | Jornada 2           | Jornada 2                            | Jornada 2       | Jornada 2 | Jornada 2 | Jornada 2 | Jornada 2 | Jornada 2 | Jornada 2 |
| Zona 1             | Zona 1    | Zona 1              | Zona 1                               | Zona 1          | Zona 1    | Zona 1    | Zona 1    | Zona 1    | Zona 1    | Zona 1    |
| Local              | Resultado | Visitante           | Estadio                              | Fecha           | Hora      |           |           |           |           |           |
| ------------------ | --------- | ------------------- | ------------------------------------ | --------------- | --------- | --------- | --------- | --------- | --------- | --------- |
| C.U. del Fútbol    | 1 - 2     | Zacatepec           | Universidad del Fútbol               | 31 de agosto    | 11:00     |           |           |           |           |           |
| América Coapa      | 1 - 0     | Lobos Prepa         | Inst. América Coapa                  | 31 de agosto    | 11:45     |           |           |           |           |           |
| Pumas Naucalpan    | 4 - 1     | Nuevo Chimalhuacán  | La Cantera                           | 31 de agosto    | 12:00     |           |           |           |           |           |
| Titanes            | 0 - 2     | U.A. de Hidalgo     | Primero de Mayo                      | 31 de agosto    | 16:00     |           |           |           |           |           |
| Pioneros           | 4 - 0     | Atlante Tabasco     | Cancún 86                            | 1 de septiembre | 16:00     |           |           |           |           |           |
| Cañoneros          | 2 - 3     | Atlético Chiapas    | Universitario Campeche               | 1 de septiembre | 16:00     |           |           |           |           |           |
| Bavaria Tultitlán  | 2 - 2     | Cuautla             | Deportivo Cartagena                  | 1 de septiembre | 16:00     |           |           |           |           |           |
| Zona 2             |           |                     |                                      |                 |           |           |           |           |           |           |
| Local              | Resultado | Visitante           | Estadio                              | Fecha           | Hora      |           |           |           |           |           |
| Irapuato           | 2 - 1     | CD Oro              | Sergio León Chávez                   | 7 de septiembre | 16:00     |           |           |           |           |           |
| UAZ                | 2 - 1     | La Piedad           | Universitario Unidad Deportiva Norte | 7 de septiembre | 20:15     |           |           |           |           |           |
| Cachorros UANL     | 5 - 0     | Topos de Reynosa    | Instalaciones de Zuazua              | 8 de septiembre | 10:00     |           |           |           |           |           |
| Santos Los Mochis  | 1 - 2     | Durango             | Centenario LM                        | 8 de septiembre | 18:00     |           |           |           |           |           |
| Académicos         | 0 - 0     | Necaxa "B"          | Club Atlas Chapalita                 | 9 de septiembre | 11:00     |           |           |           |           |           |
| Calor de San Pedro | 3 - 1     | Colegio Once México | U.D. San Pedro                       | 9 de septiembre | 12:00     |           |           |           |           |           |

| Jornada 3           | Jornada 3 | Jornada 3          | Jornada 3                            | Jornada 3        | Jornada 3 | Jornada 3 | Jornada 3 | Jornada 3 | Jornada 3 | Jornada 3 |
| Zona 1              | Zona 1    | Zona 1             | Zona 1                               | Zona 1           | Zona 1    | Zona 1    | Zona 1    | Zona 1    | Zona 1    | Zona 1    |
| Local               | Resultado | Visitante          | Estadio                              | Fecha            | Hora      |           |           |           |           |           |
| ------------------- | --------- | ------------------ | ------------------------------------ | ---------------- | --------- | --------- | --------- | --------- | --------- | --------- |
| U.A. de Hidalgo     | 5 - 3     | C.U. del Fútbol    | Club Hidalguense                     | 7 de septiembre  | 12:00     |           |           |           |           |           |
| Lobos Prepa         | 1 - 2     | Pumas Naucalpan    | C.U. Puebla                          | 8 de septiembre  | 12:00     |           |           |           |           |           |
| Atlante Tabasco     | 1 - 0     | Titanes            | Cefor Atlante Tabasco                | 8 de septiembre  | 16:00     |           |           |           |           |           |
| Bavaria Tultitlán   | 1 - 4     | Pioneros           | Deportivo Cartagena                  | 8 de septiembre  | 16:00     |           |           |           |           |           |
| Atlético Chiapas    | 1 - 2     | América Coapa      | Víctor Manuel Reyna                  | 8 de septiembre  | 17:00     |           |           |           |           |           |
| Cuautla             | 1 - 1     | Nuevo Chimalhuacán | Isidro Gil Tapia                     | 9 de septiembre  | 16:00     |           |           |           |           |           |
| Zacatepec           | 2 - 1     | Cañoneros          | Agustín Coruco Díaz                  | 9 de septiembre  | 16:00     |           |           |           |           |           |
| Zona 2              |           |                    |                                      |                  |           |           |           |           |           |           |
| Local               | Resultado | Visitante          | Estadio                              | Fecha            | Hora      |           |           |           |           |           |
| UAZ                 | 4 - 1     | Santos Los Mochis  | Universitario Unidad Deportiva Norte | 14 de septiembre | 20:15     |           |           |           |           |           |
| Colegio Once México | 0 - 3     | Cachorros UANL     | Colegio Once México                  | 15 de septiembre | 11:00     |           |           |           |           |           |
| Durango             | 4 - 1     | Irapuato           | Francisco Zarco                      | 15 de septiembre | 16:00     |           |           |           |           |           |
| La Piedad           | 1 - 3     | Necaxa "B"         | Municipal de Silao                   | 15 de septiembre | 16:00     |           |           |           |           |           |
| Topos de Reynosa    | 1 - 4     | Académicos         | Adolfo López Mateos                  | 15 de septiembre | 19:00     |           |           |           |           |           |
| CD Oro              | 3 - 0     | Calor de San Pedro | Club La Primavera                    | 16 de septiembre | 12:00     |           |           |           |           |           |

| Jornada 4          | Jornada 4 | Jornada 4           | Jornada 4               | Jornada 4        | Jornada 4 | Jornada 4 | Jornada 4 | Jornada 4 | Jornada 4 | Jornada 4 |
| Grupo A            | Grupo A   | Grupo A             | Grupo A                 | Grupo A          | Grupo A   | Grupo A   | Grupo A   | Grupo A   | Grupo A   | Grupo A   |
| Local              | Resultado | Visitante           | Estadio                 | Fecha            | Hora      |           |           |           |           |           |
| ------------------ | --------- | ------------------- | ----------------------- | ---------------- | --------- | --------- | --------- | --------- | --------- | --------- |
| C.U. del Fútbol    | 1 - 1     | Atlante Tabasco     | Universidad del Fútbol  | 14 de septiembre | 11:00     |           |           |           |           |           |
| América Coapa      | 2 - 1     | Zacatepec           | Inst. América Coapa     | 14 de septiembre | 11:45     |           |           |           |           |           |
| Pumas Naucalpan    | 2 - 1     | Atlético Chiapas    | La Cantera              | 14 de septiembre | 12:00     |           |           |           |           |           |
| Titanes            | 6 - 1     | Bavaria Tultitlán   | Primero de Mayo         | 14 de septiembre | 16:00     |           |           |           |           |           |
| Nuevo Chimalhuacán | 2 - 2     | Lobos Prepa         | Tepalcates              | 15 de septiembre | 16:00     |           |           |           |           |           |
| Cañoneros          | 1 - 1     | U.A. de Hidalgo     | Universitario Campeche  | 15 de septiembre | 16:00     |           |           |           |           |           |
| Pioneros           | 3 - 0     | Cuautla             | Cancún 86               | 15 de septiembre | 16:00     |           |           |           |           |           |
| Zona 2             |           |                     |                         |                  |           |           |           |           |           |           |
| Local              | Resultado | Visitante           | Estadio                 | Fecha            | Hora      |           |           |           |           |           |
| Irapuato           | 1 - 0     | UAZ                 | Sergio León Chávez      | 21 de septiembre | 16:00     |           |           |           |           |           |
| Cachorros UANL     | 3 - 2     | CD Oro              | Instalaciones de Zuazua | 22 de septiembre | 10:00     |           |           |           |           |           |
| Académicos         | 1 - 2     | Colegio Once México | Club Atlas Chapalita    | 22 de septiembre | 11:00     |           |           |           |           |           |
| Necaxa "B"         | 3 - 1     | Topos de Reynosa    | Victoria                | 22 de septiembre | 12:00     |           |           |           |           |           |
| Santos Los Mochis  | 0 - 1     | La Piedad           | Centenario LM           | 22 de septiembre | 18:00     |           |           |           |           |           |
| Calor de San Pedro | 2 - 2     | Durango             | U.D. San Pedro          | 23 de septiembre | 12:00     |           |           |           |           |           |

| Jornada 5           | Jornada 5 | Jornada 5          | Jornada 5                            | Jornada 5        | Jornada 5 | Jornada 5 | Jornada 5 | Jornada 5 | Jornada 5 | Jornada 5 |
| Zona 1              | Zona 1    | Zona 1             | Zona 1                               | Zona 1           | Zona 1    | Zona 1    | Zona 1    | Zona 1    | Zona 1    | Zona 1    |
| Local               | Resultado | Visitante          | Estadio                              | Fecha            | Hora      |           |           |           |           |           |
| ------------------- | --------- | ------------------ | ------------------------------------ | ---------------- | --------- | --------- | --------- | --------- | --------- | --------- |
| U.A. de Hidalgo     | 0 - 1     | América Coapa      | Club Hidalguense                     | 21 de septiembre | 12:00     |           |           |           |           |           |
| Atlante Tabasco     | 1 - 1     | Cañoneros          | Cefor Atlante Tabasco                | 22 de septiembre | 16:00     |           |           |           |           |           |
| Bavaria Tultitlán   | 2 - 7     | C.U. del Fútbol    | Deportivo Cartagena                  | 22 de septiembre | 16:00     |           |           |           |           |           |
| Pioneros            | 1 - 3     | Titanes            | Cancún 86                            | 22 de septiembre | 16:00     |           |           |           |           |           |
| Atlético Chiapas    | 2 - 0     | Nuevo Chimalhuacán | Víctor Manuel Reyna                  | 22 de septiembre | 17:00     |           |           |           |           |           |
| Zacatepec           | 3 - 1     | Pumas Naucalpan    | Agustín Coruco Díaz                  | 23 de septiembre | 16:00     |           |           |           |           |           |
| Cuautla             | 2 - 1     | Lobos Prepa        | Isidro Gil Tapia                     | 23 de septiembre | 16:00     |           |           |           |           |           |
| Zona 2              |           |                    |                                      |                  |           |           |           |           |           |           |
| Local               | Resultado | Visitante          | Estadio                              | Fecha            | Hora      |           |           |           |           |           |
| UAZ                 | 3 - 0     | Calor de San Pedro | Universitario Unidad Deportiva Norte | 28 de septiembre | 20:15     |           |           |           |           |           |
| Colegio Once México | 3 - 2     | Necaxa "B"         | Colegio Once México                  | 29 de septiembre | 11:00     |           |           |           |           |           |
| Durango             | 3 - 0     | Cachorros UANL     | Francisco Zarco                      | 29 de septiembre | 16:00     |           |           |           |           |           |
| La Piedad           | 4 - 0     | Topos de Reynosa   | Municipal de Silao                   | 29 de septiembre | 16:00     |           |           |           |           |           |
| Santos Los Mochis   | 2 - 0     | Irapuato           | Centenario LM                        | 29 de septiembre | 18:00     |           |           |           |           |           |
| CD Oro              | 3 - 4     | Académicos         | Jalisco                              | 30 de septiembre | 12:00     |           |           |           |           |           |

| Jornada 6          | Jornada 6 | Jornada 6           | Jornada 6               | Jornada 6        | Jornada 6 | Jornada 6 | Jornada 6 | Jornada 6 | Jornada 6 | Jornada 6 |
| Zona 1             | Zona 1    | Zona 1              | Zona 1                  | Zona 1           | Zona 1    | Zona 1    | Zona 1    | Zona 1    | Zona 1    | Zona 1    |
| Local              | Resultado | Visitante           | Estadio                 | Fecha            | Hora      |           |           |           |           |           |
| ------------------ | --------- | ------------------- | ----------------------- | ---------------- | --------- | --------- | --------- | --------- | --------- | --------- |
| C.U. del Fútbol    | 1 - 1     | Pioneros            | Universidad del Fútbol  | 28 de septiembre | 11:00     |           |           |           |           |           |
| América Coapa      | 3 - 1     | Atlante Tabasco     | Inst. América Coapa     | 28 de septiembre | 11:45     |           |           |           |           |           |
| Pumas Naucalpan    | 0 - 2     | U.A. de Hidalgo     | La Cantera              | 28 de septiembre | 12:00     |           |           |           |           |           |
| Titanes            | 5 - 0     | Cuautla             | Primero de Mayo         | 28 de septiembre | 16:00     |           |           |           |           |           |
| Lobos Prepa        | 1 - 0     | Atlético Chiapas    | C.U. Puebla             | 29 de septiembre | 12:00     |           |           |           |           |           |
| Nuevo Chimalhuacán | 2 - 3     | Zacatepec           | Tepalcates              | 29 de septiembre | 16:00     |           |           |           |           |           |
| Cañoneros          | 4 - 1     | Bavaria Tultitlán   | Universitario Campeche  | 29 de septiembre | 16:00     |           |           |           |           |           |
| Zona 2             |           |                     |                         |                  |           |           |           |           |           |           |
| Local              | Resultado | Visitante           | Estadio                 | Fecha            | Hora      |           |           |           |           |           |
| Irapuato           | 0 - 0     | La Piedad           | Sergio León Chávez      | 5 de octubre     | 16:00     |           |           |           |           |           |
| Topos de Reynosa   | 1 - 2     | Colegio Once México | Adolfo López Mateos     | 5 de octubre     | 19:00     |           |           |           |           |           |
| Cachorros UANL     | 3 - 1     | UAZ                 | Instalaciones de Zuazua | 6 de octubre     | 11:15     |           |           |           |           |           |
| Necaxa "B"         | 2 - 1     | CD Oro              | Victoria                | 6 de octubre     | 12:00     |           |           |           |           |           |
| Académicos         | 1 - 2     | Durango             | Club Atlas Chapalita    | 7 de octubre     | 12:00     |           |           |           |           |           |
| Calor de San Pedro | 1 - 1     | Santos Los Mochis   | U.D. San Pedro          | 7 de octubre     | 12:00     |           |           |           |           |           |

| Jornada 7         | Jornada 7 | Jornada 7           | Jornada 7                            | Jornada 7     | Jornada 7 | Jornada 7 | Jornada 7 | Jornada 7 | Jornada 7 | Jornada 7 |
| Zona 1            | Zona 1    | Zona 1              | Zona 1                               | Zona 1        | Zona 1    | Zona 1    | Zona 1    | Zona 1    | Zona 1    | Zona 1    |
| Local             | Resultado | Visitante           | Estadio                              | Fecha         | Hora      |           |           |           |           |           |
| ----------------- | --------- | ------------------- | ------------------------------------ | ------------- | --------- | --------- | --------- | --------- | --------- | --------- |
| U.A. de Hidalgo   | 2 - 3     | Nuevo Chimalhuacán  | Club Hidalguense                     | 2 de octubre  | 12:00     |           |           |           |           |           |
| Cuautla           | 1 - 2     | Atlético Chiapas    | Isidro Gil Tapia                     | 2 de octubre  | 16:00     |           |           |           |           |           |
| Pioneros          | 1 - 2     | Cañoneros           | Cancún 86                            | 2 de octubre  | 16:00     |           |           |           |           |           |
| Atlante Tabasco   | 1 - 2     | Pumas Naucalpan     | Cefor Atlante Tabasco                | 2 de octubre  | 16:00     |           |           |           |           |           |
| Titanes           | 3 - 0     | C.U. del Fútbol     | Primero de Mayo                      | 2 de octubre  | 16:00     |           |           |           |           |           |
| Zacatepec         | 1 - 0     | Lobos Prepa         | Agustín Coruco Díaz                  | 2 de octubre  | 16:00     |           |           |           |           |           |
| Bavaria Tultitlán | 0 - 3     | América Coapa       | Deportivo Cartagena                  | 3 de octubre  | 10:00     |           |           |           |           |           |
| Zona 2            |           |                     |                                      |               |           |           |           |           |           |           |
| Local             | Resultado | Visitante           | Estadio                              | Fecha         | Hora      |           |           |           |           |           |
| Irapuato          | 0 - 1     | Calor de San Pedro  | Sergio León Chávez                   | 12 de octubre | 16:00     |           |           |           |           |           |
| UAZ               | 1 - 2     | Académicos          | Universitario Unidad Deportiva Norte | 12 de octubre | 20:15     |           |           |           |           |           |
| La Piedad         | 4 - 0     | Colegio Once México | Municipal de Silao                   | 13 de octubre | 16:00     |           |           |           |           |           |
| Durango           | 4 - 2     | Necaxa "B"          | Francisco Zarco                      | 13 de octubre | 16:00     |           |           |           |           |           |
| Santos Los Mochis | 0 - 2     | Cachorros UANL      | Centenario LM                        | 13 de octubre | 18:00     |           |           |           |           |           |
| CD Oro            | 4 - 1     | Topos de Reynosa    | Club La Primavera                    | 14 de octubre | 12:00     |           |           |           |           |           |

| Jornada 8           | Jornada 8 | Jornada 8         | Jornada 8               | Jornada 8     | Jornada 8 | Jornada 8 | Jornada 8 | Jornada 8 | Jornada 8 | Jornada 8 |
| Zona 1              | Zona 1    | Zona 1            | Zona 1                  | Zona 1        | Zona 1    | Zona 1    | Zona 1    | Zona 1    | Zona 1    | Zona 1    |
| Local               | Resultado | Visitante         | Estadio                 | Fecha         | Hora      |           |           |           |           |           |
| ------------------- | --------- | ----------------- | ----------------------- | ------------- | --------- | --------- | --------- | --------- | --------- | --------- |
| C.U. del Fútbol     | 2 - 1     | Cuautla           | Universidad del Fútbol  | 5 de octubre  | 11:00     |           |           |           |           |           |
| América Coapa       | 1 - 1     | Pioneros          | Inst. América Coapa     | 5 de octubre  | 11:45     |           |           |           |           |           |
| Pumas Naucalpan     | 2 - 0     | Bavaria Tultitlán | La Cantera              | 5 de octubre  | 12:00     |           |           |           |           |           |
| Lobos Prepa         | 1 - 1     | U.A. de Hidalgo   | C.U. Puebla             | 6 de octubre  | 12:00     |           |           |           |           |           |
| Nuevo Chimalhuacán  | 4 - 0     | Atlante Tabasco   | Tepalcates              | 6 de octubre  | 16:00     |           |           |           |           |           |
| Cañoneros           | 1 - 3     | Titanes           | Universitario Campeche  | 6 de octubre  | 16:00     |           |           |           |           |           |
| Atlético Chiapas    | 1 - 1     | Zacatepec         | Víctor Manuel Reyna     | 8 de octubre  | 19:00     |           |           |           |           |           |
| Zona 2              |           |                   |                         |               |           |           |           |           |           |           |
| Local               | Resultado | Visitante         | Estadio                 | Fecha         | Hora      |           |           |           |           |           |
| Colegio Once México | 2 - 3     | CD Oro            | Colegio Once México     | 20 de octubre | 11:00     |           |           |           |           |           |
| Cachorros UANL      | 4 - 1     | Irapuato          | Instalaciones de Zuazua | 20 de octubre | 11:15     |           |           |           |           |           |
| Necaxa "B"          | 3 - 3     | UAZ               | Victoria                | 20 de octubre | 12:00     |           |           |           |           |           |
| Topos de Reynosa    | 2 - 2     | Durango           | Adolfo López Mateos     | 20 de octubre | 15:30     |           |           |           |           |           |
| Académicos          | 3 - 0     | Santos Los Mochis | Club Atlas Chapalita    | 21 de octubre | 11:00     |           |           |           |           |           |
| Calor de San Pedro  | 2 - 1     | La Piedad         | U.D. San Pedro          | 21 de octubre | 12:00     |           |           |           |           |           |

| Jornada 9          | Jornada 9 | Jornada 9           | Jornada 9                            | Jornada 9     | Jornada 9 | Jornada 9 | Jornada 9 | Jornada 9 | Jornada 9 | Jornada 9 |
| Zona 1             | Zona 1    | Zona 1              | Zona 1                               | Zona 1        | Zona 1    | Zona 1    | Zona 1    | Zona 1    | Zona 1    | Zona 1    |
| Local              | Resultado | Visitante           | Estadio                              | Fecha         | Hora      |           |           |           |           |           |
| ------------------ | --------- | ------------------- | ------------------------------------ | ------------- | --------- | --------- | --------- | --------- | --------- | --------- |
| C.U. del Fútbol    | 1 - 3     | Cañoneros           | Universidad del Fútbol               | 12 de octubre | 11:00     |           |           |           |           |           |
| U.A. de Hidalgo    | 0 - 1     | Atlético Chiapas    | Club Hidalguense                     | 12 de octubre | 12:00     |           |           |           |           |           |
| Titanes            | 1 - 3     | América Coapa       | Primero de Mayo                      | 12 de octubre | 16:00     |           |           |           |           |           |
| Bavaria Tultitlán  | 0 - 3     | Nuevo Chimalhuacán  | Deportivo Cartagena                  | 13 de octubre | 16:00     |           |           |           |           |           |
| Pioneros           | 1 - 0     | Pumas Naucalpan     | Cancún 86                            | 13 de octubre | 16:00     |           |           |           |           |           |
| Atlante Tabasco    | 0 - 1     | Lobos Prepa         | Cefor Atlante Tabasco                | 13 de octubre | 16:00     |           |           |           |           |           |
| Cuautla            | 1 - 0     | Zacatepec           | Isidro Gil Tapia                     | 14 de octubre | 16:00     |           |           |           |           |           |
| Zona 2             |           |                     |                                      |               |           |           |           |           |           |           |
| Local              | Resultado | Visitante           | Estadio                              | Fecha         | Hora      |           |           |           |           |           |
| Irapuato           | 0 - 4     | Académicos          | Sergio León Chávez                   | 26 de octubre | 16:00     |           |           |           |           |           |
| UAZ                | 1 - 2     | Topos de Reynosa    | Universitario Unidad Deportiva Norte | 26 de octubre | 20:15     |           |           |           |           |           |
| La Piedad          | 1 - 2     | CD Oro              | Municipal de Silao                   | 27 de octubre | 16:00     |           |           |           |           |           |
| Durango            | 0 - 0     | Colegio Once México | Francisco Zarco                      | 27 de octubre | 16:00     |           |           |           |           |           |
| Santos Los Mochis  | 0 - 1     | Necaxa "B"          | Centenario LM                        | 27 de octubre | 18:00     |           |           |           |           |           |
| Calor de San Pedro | 1 - 3     | Cachorros UANL      | U.D. San Pedro                       | 28 de octubre | 12:00     |           |           |           |           |           |

| Jornada 10          | Jornada 10 | Jornada 10         | Jornada 10             | Jornada 10     | Jornada 10 | Jornada 10 | Jornada 10 | Jornada 10 | Jornada 10 | Jornada 10 |
| Zona 1              | Zona 1     | Zona 1             | Zona 1                 | Zona 1         | Zona 1     | Zona 1     | Zona 1     | Zona 1     | Zona 1     | Zona 1     |
| Local               | Resultado  | Visitante          | Estadio                | Fecha          | Hora       |            |            |            |            |            |
| ------------------- | ---------- | ------------------ | ---------------------- | -------------- | ---------- | ---------- | ---------- | ---------- | ---------- | ---------- |
| América Coapa       | 2 - 1      | C.U. del Fútbol    | Inst. América Coapa    | 19 de octubre  | 11:45      |            |            |            |            |            |
| Pumas Naucalpan     | 1 - 4      | Titanes            | La Cantera             | 19 de octubre  | 12:00      |            |            |            |            |            |
| Lobos Prepa         | 6 - 1      | Bavaria Tultitlán  | C.U. Puebla            | 20 de octubre  | 12:00      |            |            |            |            |            |
| Nuevo Chimalhuacán  | 1 - 4      | Pioneros           | Tepalcates             | 20 de octubre  | 16:00      |            |            |            |            |            |
| Cañoneros           | 1 - 1      | Cuautla            | Universitario Campeche | 20 de octubre  |            |            |            |            |            |            |
| Atlético Chiapas    | 3 - 0      | Atlante Tabasco    | Víctor Manuel Reyna    | 20 de octubre  | 17:00      |            |            |            |            |            |
| Zacatepec           | 2 - 3      | U.A. de Hidalgo    | Agustín Coruco Díaz    | 21 de octubre  | 16:00      |            |            |            |            |            |
| Zona 2              |            |                    |                        |                |            |            |            |            |            |            |
| Local               | Resultado  | Visitante          | Estadio                | Fecha          | Hora       |            |            |            |            |            |
| Colegio Once México | 2 - 0      | UAZ                | Colegio Once México    | 3 de noviembre | 11:00      |            |            |            |            |            |
| Necaxa "B"          | 2 - 1      | Irapuato           | Victoria               | 3 de noviembre | 11:00      |            |            |            |            |            |
| Topos de Reynosa    | 1 - 2      | Santos Los Mochis  | Adolfo López Mateos    | 3 de noviembre | 15:30      |            |            |            |            |            |
| La Piedad           | 4 - 2      | Cachorros UANL     | Municipal de Silao     | 3 de noviembre | 16:00      |            |            |            |            |            |
| Académicos          | 8 - 0      | Calor de San Pedro | Club Atlas Chapalita   | 4 de noviembre | 11:00      |            |            |            |            |            |
| CD Oro              | 0 - 5      | Durango            | Club La Primavera      | 4 de noviembre | 12:00      |            |            |            |            |            |

| Jornada 11         | Jornada 11 | Jornada 11          | Jornada 11                           | Jornada 11      | Jornada 11 | Jornada 11 | Jornada 11 | Jornada 11 | Jornada 11 | Jornada 11 |
| Zona 1             | Zona 1     | Zona 1              | Zona 1                               | Zona 1          | Zona 1     | Zona 1     | Zona 1     | Zona 1     | Zona 1     | Zona 1     |
| Local              | Resultado  | Visitante           | Estadio                              | Fecha           | Hora       |            |            |            |            |            |
| ------------------ | ---------- | ------------------- | ------------------------------------ | --------------- | ---------- | ---------- | ---------- | ---------- | ---------- | ---------- |
| C.U. del Fútbol    | 4 - 0      | Pumas Naucalpan     | Universidad del Fútbol               | 26 de octubre   | 11:00      |            |            |            |            |            |
| Titanes            | 2 - 0      | Nuevo Chimalhuacán  | Primero de Mayo                      | 26 de octubre   | 16:00      |            |            |            |            |            |
| Cañoneros          | 2 - 0      | América Coapa       | Universitario Campeche               | 27 de octubre   | 16:00      |            |            |            |            |            |
| Atlante Tabasco    | 0 - 3      | Zacatepec           | Cefor Atlante Tabasco                | 27 de octubre   | 16:00      |            |            |            |            |            |
| Bavaria Tultitlán  | 0 - 2      | Atlético Chiapas    | Deportivo Cartagena                  | 27 de octubre   | 16:00      |            |            |            |            |            |
| Pioneros           | 5 - 0      | Lobos Prepa         | Cancún 86                            | 27 de octubre   | 16:00      |            |            |            |            |            |
| Cuautla            | 1 - 1      | U.A. de Hidalgo     | Isidro Gil Tapia                     | 28 de octubre   | 16:00      |            |            |            |            |            |
| Zona 2             |            |                     |                                      |                 |            |            |            |            |            |            |
| Local              | Resultado  | Visitante           | Estadio                              | Fecha           | Hora       |            |            |            |            |            |
| Irapuato           | 5 - 0      | Topos de Reynosa    | Sergio León Chávez                   | 9 de noviembre  | 16:00      |            |            |            |            |            |
| Cachorros UANL     | 2 - 1      | Académicos          | Instalaciones de Zuazua              | 10 de noviembre | 11:15      |            |            |            |            |            |
| Calor de San Pedro | 1 - 1      | Necaxa "B"          | U.D. San Pedro                       | 10 de noviembre | 15:00      |            |            |            |            |            |
| UAZ                | 6 - 2      | CD Oro              | Universitario Unidad Deportiva Norte | 10 de noviembre | 15:00      |            |            |            |            |            |
| Santos Los Mochis  | 3 - 0      | Colegio Once México | Centenario LM                        | 10 de noviembre | 15:00      |            |            |            |            |            |
| Durango            | 2 - 2      | La Piedad           | Francisco Zarco                      | 10 de noviembre | 15:00      |            |            |            |            |            |

| U.A. de Hidalgo    | 5 - 0 | Atlante Tabasco   | Club Hidalguense    | 2 de noviembre | 12:00 |
| Pumas Naucalpan    | 1 - 1 | Cañoneros         | La Cantera          | 3 de noviembre | 11:00 |
| Lobos Prepa        | 0 - 3 | Titanes           | C.U. Puebla         | 3 de noviembre | 12:00 |
| Atlético Chiapas   | 2 - 1 | Pioneros          | Víctor Manuel Reyna | 3 de noviembre | 15:00 |
| Nuevo Chimalhuacán | 3 - 3 | C.U. del Fútbol   | Tepalcates          | 3 de noviembre | 16:00 |
| Cuautla            | 0 - 0 | América Coapa     | Isidro Gil Tapia    | 4 de noviembre | 16:00 |
| Zacatepec          | 8 - 0 | Bavaria Tultitlán | Agustín Coruco Díaz | 4 de noviembre | 16:00 |

| América Coapa     | 1 - 3 | Pumas Naucalpan    | Inst. América Coapa    | 10 de noviembre | 15:00 |
| Cañoneros         | 2 - 0 | Nuevo Chimalhuacán | Universitario Campeche | 10 de noviembre | 15:00 |
| Atlante Tabasco   | 2 - 1 | Cuautla            | Cefor Atlante Tabasco  | 10 de noviembre | 15:00 |
| Titanes           | 1 - 0 | Atlético Chiapas   | Primero de Mayo        | 10 de noviembre | 15:00 |
| C.U. del Fútbol   | 3 - 2 | Lobos Prepa        | Universidad del Fútbol | 10 de noviembre | 15:00 |
| Bavaria Tultitlán | 0 - 2 | U.A. de Hidalgo    | Deportivo Cartagena    | 10 de noviembre | 15:00 |
| Pioneros          | 1 - 1 | Zacatepec          | Cancún 86              | 10 de noviembre | 15:00 |

## Liguilla
|  | Octavos de final                                         | Octavos de final                                         | Octavos de final                                         |                 |   | Cuartos de final                                         | Cuartos de final                                         | Cuartos de final                                         |  |  | Semifinales                                            | Semifinales                                            | Semifinales                                            |  |  | Final                                        | Final                                        | Final                                        |
|  | 14 y 15 de noviembre (ida) 17 y 18 de noviembre (vuelta) | 14 y 15 de noviembre (ida) 17 y 18 de noviembre (vuelta) | 14 y 15 de noviembre (ida) 17 y 18 de noviembre (vuelta) |                 |   | 21 y 22 de noviembre (ida) 24 y 25 de noviembre (vuelta) | 21 y 22 de noviembre (ida) 24 y 25 de noviembre (vuelta) | 21 y 22 de noviembre (ida) 24 y 25 de noviembre (vuelta) |  |  | 28 y 29 de noviembre (ida) 1 y 2 de diciembre (vuelta) | 28 y 29 de noviembre (ida) 1 y 2 de diciembre (vuelta) | 28 y 29 de noviembre (ida) 1 y 2 de diciembre (vuelta) |  |  | 5 de diciembre (ida) 8 de diciembre (vuelta) | 5 de diciembre (ida) 8 de diciembre (vuelta) | 5 de diciembre (ida) 8 de diciembre (vuelta) |
|  |                                                          |                                                          |                                                          |                 |   |                                                          |                                                          |                                                          |  |  |                                                        |                                                        |                                                        |  |  |                                              |                                              |                                              |
|  |                                                          |                                                          |                                                          |                 |   |                                                          |                                                          |                                                          |  |  |                                                        |                                                        |                                                        |  |  |                                              |                                              |                                              |
|  |                                                          |                                                          |                                                          |                 |   |                                                          |                                                          |                                                          |  |  |                                                        |                                                        |                                                        |  |  |                                              |                                              |                                              |
|  | Titanes                                                  | 3                                                        | 1                                                        |                 |   |                                                          |                                                          |                                                          |  |  |                                                        |                                                        |                                                        |  |  |                                              |                                              |                                              |
|  | Titanes                                                  | 3                                                        | 1                                                        |                 |   |                                                          |                                                          |                                                          |  |  |                                                        |                                                        |                                                        |  |  |                                              |                                              |                                              |
|  | C.U. del Fútbol                                          | 0                                                        | 0                                                        |                 |   |                                                          |                                                          |                                                          |  |  |                                                        |                                                        |                                                        |  |  |                                              |                                              |                                              |
|  | C.U. del Fútbol                                          | 0                                                        | 0                                                        | Titanes         | 3 | 0                                                        |                                                          |                                                          |  |  |                                                        |                                                        |                                                        |  |  |                                              |                                              |                                              |
|  |                                                          |                                                          |                                                          |                 | 3 | 0                                                        |                                                          |                                                          |  |  |                                                        |                                                        |                                                        |  |  |                                              |                                              |                                              |
|  |                                                          | Zacatepec 1948                                           | 3                                                        | 1               |   |                                                          |                                                          |                                                          |  |  |                                                        |                                                        |                                                        |  |  |                                              |                                              |                                              |
|  | Zacatepec 1948 (pt)                                      | Zacatepec 1948                                           | 3                                                        | 1               | 1 | 1                                                        |                                                          |                                                          |  |  |                                                        |                                                        |                                                        |  |  |                                              |                                              |                                              |
|  | Zacatepec 1948 (pt)                                      |                                                          |                                                          |                 | 1 | 1                                                        |                                                          |                                                          |  |  |                                                        |                                                        |                                                        |  |  |                                              |                                              |                                              |
|  | Atlético Chiapas                                         | 1                                                        | 1                                                        |                 |   |                                                          |                                                          |                                                          |  |  |                                                        |                                                        |                                                        |  |  |                                              |                                              |                                              |
|  | Atlético Chiapas                                         | 1                                                        | 1                                                        | Zacatepec 1948  | 1 | 2                                                        |                                                          |                                                          |  |  |                                                        |                                                        |                                                        |  |  |                                              |                                              |                                              |
|  |                                                          |                                                          |                                                          |                 | 1 | 2                                                        |                                                          |                                                          |  |  |                                                        |                                                        |                                                        |  |  |                                              |                                              |                                              |
|  |                                                          | U.A. de Hidalgo                                          | 2                                                        | 2               |   |                                                          |                                                          |                                                          |  |  |                                                        |                                                        |                                                        |  |  |                                              |                                              |                                              |
|  | Cachorros UANL (pt)                                      | U.A. de Hidalgo                                          | 2                                                        | 2               | 0 | 2                                                        |                                                          |                                                          |  |  |                                                        |                                                        |                                                        |  |  |                                              |                                              |                                              |
|  | Cachorros UANL (pt)                                      |                                                          |                                                          |                 | 0 | 2                                                        |                                                          |                                                          |  |  |                                                        |                                                        |                                                        |  |  |                                              |                                              |                                              |
|  | Colegio Once México                                      | 1                                                        | 1                                                        |                 |   |                                                          |                                                          |                                                          |  |  |                                                        |                                                        |                                                        |  |  |                                              |                                              |                                              |
|  | Colegio Once México                                      | 1                                                        | 1                                                        | Cachorros UANL  | 0 | 1                                                        |                                                          |                                                          |  |  |                                                        |                                                        |                                                        |  |  |                                              |                                              |                                              |
|  |                                                          |                                                          |                                                          |                 | 0 | 1                                                        |                                                          |                                                          |  |  |                                                        |                                                        |                                                        |  |  |                                              |                                              |                                              |
|  |                                                          | U.A. de Hidalgo                                          | 5                                                        | 1               |   |                                                          |                                                          |                                                          |  |  |                                                        |                                                        |                                                        |  |  |                                              |                                              |                                              |
|  | U.A. de Hidalgo (pt)                                     | U.A. de Hidalgo                                          | 5                                                        | 1               | 0 | 2                                                        |                                                          |                                                          |  |  |                                                        |                                                        |                                                        |  |  |                                              |                                              |                                              |
|  | U.A. de Hidalgo (pt)                                     |                                                          |                                                          |                 | 0 | 2                                                        |                                                          |                                                          |  |  |                                                        |                                                        |                                                        |  |  |                                              |                                              |                                              |
|  | Pioneros                                                 | 1                                                        | 1                                                        |                 |   |                                                          |                                                          |                                                          |  |  |                                                        |                                                        |                                                        |  |  |                                              |                                              |                                              |
|  | Pioneros                                                 | 1                                                        | 1                                                        | U.A. de Hidalgo | 0 | 1                                                        |                                                          |                                                          |  |  |                                                        |                                                        |                                                        |  |  |                                              |                                              |                                              |
|  |                                                          |                                                          |                                                          |                 | 0 | 1                                                        |                                                          |                                                          |  |  |                                                        |                                                        |                                                        |  |  |                                              |                                              |                                              |
|  |                                                          | Académicos                                               | 1                                                        | 2               |   |                                                          |                                                          |                                                          |  |  |                                                        |                                                        |                                                        |  |  |                                              |                                              |                                              |
|  | América Coapa                                            | Académicos                                               | 1                                                        | 2               | 1 | 5                                                        |                                                          |                                                          |  |  |                                                        |                                                        |                                                        |  |  |                                              |                                              |                                              |
|  | América Coapa                                            |                                                          |                                                          |                 | 1 | 5                                                        |                                                          |                                                          |  |  |                                                        |                                                        |                                                        |  |  |                                              |                                              |                                              |
|  | La Piedad                                                | 1                                                        | 2                                                        |                 |   |                                                          |                                                          |                                                          |  |  |                                                        |                                                        |                                                        |  |  |                                              |                                              |                                              |
|  | La Piedad                                                | 1                                                        | 2                                                        | América Coapa   | 0 | 3                                                        |                                                          |                                                          |  |  |                                                        |                                                        |                                                        |  |  |                                              |                                              |                                              |
|  |                                                          |                                                          |                                                          |                 | 0 | 3                                                        |                                                          |                                                          |  |  |                                                        |                                                        |                                                        |  |  |                                              |                                              |                                              |
|  |                                                          | Cañoneros                                                | 1                                                        | 0               |   |                                                          |                                                          |                                                          |  |  |                                                        |                                                        |                                                        |  |  |                                              |                                              |                                              |
|  | Cañoneros                                                | Cañoneros                                                | 1                                                        | 0               | 1 | 1                                                        |                                                          |                                                          |  |  |                                                        |                                                        |                                                        |  |  |                                              |                                              |                                              |
|  | Cañoneros                                                |                                                          |                                                          |                 | 1 | 1                                                        |                                                          |                                                          |  |  |                                                        |                                                        |                                                        |  |  |                                              |                                              |                                              |
|  | Necaxa "B"                                               | 1                                                        | 0                                                        |                 |   |                                                          |                                                          |                                                          |  |  |                                                        |                                                        |                                                        |  |  |                                              |                                              |                                              |
|  | Necaxa "B"                                               | 1                                                        | 0                                                        | América Coapa   | 1 | 2                                                        |                                                          |                                                          |  |  |                                                        |                                                        |                                                        |  |  |                                              |                                              |                                              |
|  |                                                          |                                                          |                                                          |                 | 1 | 2                                                        |                                                          |                                                          |  |  |                                                        |                                                        |                                                        |  |  |                                              |                                              |                                              |
|  |                                                          | Académicos                                               | 3                                                        | 2               |   |                                                          |                                                          |                                                          |  |  |                                                        |                                                        |                                                        |  |  |                                              |                                              |                                              |
|  | Durango                                                  | Académicos                                               | 3                                                        | 2               | 5 | 6                                                        |                                                          |                                                          |  |  |                                                        |                                                        |                                                        |  |  |                                              |                                              |                                              |
|  | Durango                                                  |                                                          |                                                          |                 | 5 | 6                                                        |                                                          |                                                          |  |  |                                                        |                                                        |                                                        |  |  |                                              |                                              |                                              |
|  | Calor de San Pedro                                       | 0                                                        | 1                                                        |                 |   |                                                          |                                                          |                                                          |  |  |                                                        |                                                        |                                                        |  |  |                                              |                                              |                                              |
|  | Calor de San Pedro                                       | 0                                                        | 1                                                        | Durango         | 1 | 0                                                        |                                                          |                                                          |  |  |                                                        |                                                        |                                                        |  |  |                                              |                                              |                                              |
|  |                                                          |                                                          |                                                          |                 | 1 | 0                                                        |                                                          |                                                          |  |  |                                                        |                                                        |                                                        |  |  |                                              |                                              |                                              |
|  |                                                          | Académicos                                               | 1                                                        | 2               |   |                                                          |                                                          |                                                          |  |  |                                                        |                                                        |                                                        |  |  |                                              |                                              |                                              |
|  | Académicos                                               | Académicos                                               | 1                                                        | 2               | 1 | 4                                                        |                                                          |                                                          |  |  |                                                        |                                                        |                                                        |  |  |                                              |                                              |                                              |
|  | Académicos                                               |                                                          |                                                          |                 | 1 | 4                                                        |                                                          |                                                          |  |  |                                                        |                                                        |                                                        |  |  |                                              |                                              |                                              |
|  | Pumas Naucalpan                                          | 2                                                        | 0                                                        |                 |   |                                                          |                                                          |                                                          |  |  |                                                        |                                                        |                                                        |  |  |                                              |                                              |                                              |

(pt) Avanza por mejor posición en la Tabla General

### Octavos de final
| 14 de noviembre, 11:00 | C.U. del Fútbol | 0:3     | Titanes                                             | Universidad del Fútbol Cancha 3, San Agustín Tlaxiaca                     |                                                                           |
|                        |                 | Reporte | E. Villeda 55' · A. Bautista 88' · J. Mercado 90+2' | Asistencia: 200 espectadores Árbitro(s): Víctor Alfonso Cáceres Hernández | Asistencia: 200 espectadores Árbitro(s): Víctor Alfonso Cáceres Hernández |

| 17 de noviembre, 15:00                                        | Titanes        | 1:0     | C.U. del Fútbol | Estadio Primero de Mayo, Tulancingo                               |                                                                   |
|                                                               | E. Villeda 28' | Reporte |                 | Asistencia: 200 espectadores Árbitro(s): Michel Caballero Galicia | Asistencia: 200 espectadores Árbitro(s): Michel Caballero Galicia |
| Con marcador global de 4-0, Titanes avanzó a cuartos de final |                |         |                 |                                                                   |                                                                   |

| 15 de noviembre, 20:30 | Atlético Chiapas | 1:1     | Zacatepec 1948 | Estadio Víctor Manuel Reyna, Tuxtla Gutiérrez                      |                                                                    |
|                        | J. Piñón 44'     | Reporte | L. Peralta 84' | Asistencia: 800 espectadores Árbitro(s): Carlos Javier Ríos García | Asistencia: 800 espectadores Árbitro(s): Carlos Javier Ríos García |

| 18 de noviembre, 15:30                                                                                                | Zacatepec 1948  | 1:1     | Atlético Chiapas | Estadio Agustín Coruco Díaz, Zacatepec                                     |                                                                            |
| | J. Pastrana 69' | Reporte | E. Aguirre 39'   | Asistencia: 2,500 espectadores Árbitro(s): Jovanni Gabriel Zúñiga Martínez | Asistencia: 2,500 espectadores Árbitro(s): Jovanni Gabriel Zúñiga Martínez |
| Pese a empatar 2-2 en el marcador global, Zacatepec 1948 avanzó a cuartos de final por su mejor posición en la tabla. |                 |         |                  |                                                                            |                                                                            |

| 14 de noviembre, 12:00 | Colegio Once México | 1:0     | Cachorros UANL | Colegio Once México, Zapopan                                        |                                                                     |
|                        | J. Pacas 90+3'      | Reporte |                | Asistencia: 400 espectadores Árbitro(s): Luis Miguel Tapia González | Asistencia: 400 espectadores Árbitro(s): Luis Miguel Tapia González |

| 17 de noviembre, 11:15                                                                                               | Cachorros UANL                     | 2:1     | Colegio Once México | Instalaciones de Zuazua, General Zuazua                               |                                                                       |
| | J. Castañeda 10' · R. Chávez 90+2' | Reporte | S. Gómez 43'        | Asistencia: 50 espectadores Árbitro(s): Dennis Celerino Zaleta Cortéz | Asistencia: 50 espectadores Árbitro(s): Dennis Celerino Zaleta Cortéz |
| Pese a empatar 2-2 en el marcador global, Cachorros UANL avanzó a cuartos de final por su mejor posición en la tabla |                                    |         |                     |                                                                       |                                                                       |

| 15 de noviembre, 19:00 | Pioneros         | 1:0     | U.A. de Hidalgo | Estadio Olímpico Andrés Quintana Roo, Cancún                             |                                                                          |
|                        | C. Domínguez 54' | Reporte |                 | Asistencia: 1,350 espectadores Árbitro(s): Rodolfo Jair Villanueva Pérez | Asistencia: 1,350 espectadores Árbitro(s): Rodolfo Jair Villanueva Pérez |

| 18 de noviembre, 12:00 | U.A. de Hidalgo            | 2:1     | Pioneros      | Club Hidalguense, Pachuca                                               |                                                                         |
| | F. Ochoa 2' · J. Bustos 9' | Reporte | R. Gaspar 33' | Asistencia: 100 espectadores Árbitro(s): Michel Ricardo Espinoza Ávalos | Asistencia: 100 espectadores Árbitro(s): Michel Ricardo Espinoza Ávalos |
| Pese a empatar 2-2 en el marcador global, Universidad Autónoma de Hidalgo avanzó a cuartos de final por su mejor posición en la tabla |                            |         |               |                                                                         |                                                                         |

| 14 de noviembre, 16:00 | La Piedad      | 1:1     | América Coapa  | Estadio Municipal de Silao, Silao                                        |                                                                          |
|                        | Y. Godínez 78' | Reporte | D. Camarena 7' | Asistencia: 200 espectadores Árbitro(s): Christian Adrián Ramírez Tejeda | Asistencia: 200 espectadores Árbitro(s): Christian Adrián Ramírez Tejeda |

| 17 de noviembre, 11:00                                              | América Coapa                                                                      | 5:2     | La Piedad                     | Instalaciones Club América Cancha 2, Ciudad de México               |                                                                     |
|                                                                     | E. García 1' · R. Llergo 5' · A. Sánchez 63' · E. Hernández 76' · I. Aguilar 90+2' | Reporte | H. Ruíz 54' · C. González 61' | Asistencia: 150 espectadores Árbitro(s): José Juan Contreras García | Asistencia: 150 espectadores Árbitro(s): José Juan Contreras García |
| Con marcador global de 6-3, América Coapa avanzó a cuartos de final |                                                                                    |         |                               |                                                                     |                                                                     |

| 14 de noviembre, 16:00 | Necaxa "B"  | 1:1     | Cañoneros      | Estadio Victoria, Aguascalientes                                      |                                                                       |
|                        | M. Ríos 18' | Reporte | A. Frausto 80' | Asistencia: 400 espectadores Árbitro(s): César Alfredo Venegas García | Asistencia: 400 espectadores Árbitro(s): César Alfredo Venegas García |

| 17 de noviembre, 15:00                                          | Cañoneros     | 1:0     | Necaxa "B" | Estadio Universitario Campeche, Campeche                               |                                                                        |
|                                                                 | C. García 34' | Reporte |            | Asistencia: 1,000 espectadores Árbitro(s): César Magdiel Ruíz Magariño | Asistencia: 1,000 espectadores Árbitro(s): César Magdiel Ruíz Magariño |
| Con marcador global de 2-1, Cañoneros avanzó a cuartos de final |               |         |            |                                                                        |                                                                        |

| 14 de noviembre, 12:00 | Calor de San Pedro | 0:5     | Durango                                                           | Unidad Deportiva Benito Juárez, San Pedro de las Colonias           |                                                                     |
|                        |                    | Reporte | O. Cardosa 8' · O. Sías 46', 64' · J. Delfín 61' · F. Camacho 68' | Asistencia: 150 espectadores Árbitro(s): Carlos Manuel Mata Infante | Asistencia: 150 espectadores Árbitro(s): Carlos Manuel Mata Infante |

| 17 de noviembre, 15:00                                         | Durango                                                       | 6:1     | Calor de San Pedro | Estadio Francisco Zarco, Durango                                         |                                                                          |
|                                                                | O. Hernández 23', 44', 51', 66' · M. Mora 74' · A. Baca 90+2' | Reporte | J. Martínez 11'    | Asistencia: 350 espectadores Árbitro(s): Omar Antonio Fernández Martínez | Asistencia: 350 espectadores Árbitro(s): Omar Antonio Fernández Martínez |
| Con marcador global de 11-1, Durango avanzó a octavos de final |                                                               |         |                    |                                                                          |                                                                          |

| 15 de noviembre, 12:00 | Pumas Naucalpan                   | 2:1     | Académicos    | Estadio La Cantera, Ciudad de México                                 |                                                                      |
|                        | A. Hernández 8' · A. Martínez 14' | Reporte | A. Gaspar 64' | Asistencia: 100 espectadores Árbitro(s): Luis Alberto Mattern García | Asistencia: 100 espectadores Árbitro(s): Luis Alberto Mattern García |

| 18 de noviembre, 11:00                                           | Académicos                                | 4:0     | Pumas Naucalpan | Club Atlas Chapalita, Zapopan                                    |                                                                  |
|                                                                  | D. Delgadillo 22', 54', 75' · C. Nava 86' | Reporte |                 | Asistencia: 300 espectadores Árbitro(s): José Luis Muñóz Pantoja | Asistencia: 300 espectadores Árbitro(s): José Luis Muñóz Pantoja |
| Con marcador global de 5-2, Académicos avanzó a cuartos de final |                                           |         |                 |                                                                  |                                                                  |

### Cuartos de final
| 21 de noviembre, 15:30 | Zacatepec 1948                                | 3:3     | Titanes                                             | Estadio Agustín Coruco Díaz, Zacatepec                               |                                                                      |
|                        | E. Ramírez 3' · K. Rico 30' · J. Pastrana 76' | Reporte | C. Enríquez 13' · G. Gutiérrez 37' · R. Álvarez 82' | Asistencia: 3,000 espectadores Árbitro(s): Alejandro Barrios Ramírez | Asistencia: 3,000 espectadores Árbitro(s): Alejandro Barrios Ramírez |

| 24 de noviembre, 15:00                                          | Titanes | 0:1     | Zacatepec 1948 | Estadio Primero de Mayo, Tulancingo                           |                                                               |
|                                                                 |         | Reporte | E. Manzano 90' | Asistencia: 800 espectadores Árbitro(s): Ángel Flores Galicia | Asistencia: 800 espectadores Árbitro(s): Ángel Flores Galicia |
| Con marcador global de 3-4, Zacatepec 1948 avanzó a Semifinales |         |         |                |                                                               |                                                               |

| 21 de noviembre, 12:00 | U.A. de Hidalgo                                                      | 5:0     | Cachorros UANL | Estadio Hidalgo, Pachuca       |                                |
|                        | J. Bustos 18', 74' · J. Pérez 24' · M. Jaimes 64' · R. Hernández 80' | Reporte |                | Árbitro(s): Óscar Mejía García | Árbitro(s): Óscar Mejía García |

| 24 de noviembre, 11:15                                                           | Cachorros UANL  | 1:1     | U.A. de Hidalgo | Instalaciones de Zuazua, General Zuazua                        |                                                                |
|                                                                                  | L. Martínez 20' | Reporte | J. Bustos 23'   | Asistencia: 50 espectadores Árbitro(s): Humberto Sánchez Reyna | Asistencia: 50 espectadores Árbitro(s): Humberto Sánchez Reyna |
| Con marcador global de 1-6, Universidad Autónoma de Hidalgo avanzó a Semifinales |                 |         |                 |                                                                |                                                                |

| 21 de noviembre, 12:00 | Cañoneros     | 1:0     | América Coapa | Estadio Universitario Campeche, Campeche                           |                                                                    |
|                        | E. Rivera 77' | Reporte |               | Asistencia: 500 espectadores Árbitro(s): Adrián Ignacio García Tut | Asistencia: 500 espectadores Árbitro(s): Adrián Ignacio García Tut |

| 24 de noviembre, 11:00                                         | América Coapa                           | 3:0     | Cañoneros | Instalaciones Club América Cancha 2, Ciudad de México                 |                                                                       |
|                                                                | J. Delgadillo 3' · E. Quintana 72', 76' | Reporte |           | Asistencia: 500 espectadores Árbitro(s): César Alfredo Venegas García | Asistencia: 500 espectadores Árbitro(s): César Alfredo Venegas García |
| Con marcador global de 3-1, América Coapa avanzó a Semifinales |                                         |         |           |                                                                       |                                                                       |

| 21 de noviembre, 11:00 | Académicos     | 1:1     | Durango          | Club Atlas Chapalita, Zapopan                                     |                                                                   |
|                        | J. Figueroa 7' | Reporte | O. Hernández 33' | Asistencia: 300 espectadores Árbitro(s): Jonatan Mercado Figueroa | Asistencia: 300 espectadores Árbitro(s): Jonatan Mercado Figueroa |

| 24 de noviembre, 15:00                                      | Durango | 0:2     | Académicos                       | Estadio Francisco Zarco, Durango                                     |                                                                      |
|                                                             |         | Reporte | J. Celada 59' · J. Caballero 83' | Asistencia: 400 espectadores Árbitro(s): Francisco Raúl Medina Parra | Asistencia: 400 espectadores Árbitro(s): Francisco Raúl Medina Parra |
| Con marcador global de 1-3, Académicos avanzó a Semifinales |         |         |                                  |                                                                      |                                                                      |

### Semifinales
| 29 de noviembre, 12:00 | U.A. de Hidalgo             | 2:1     | Zacatepec 1948 | Club Hidalguense, Pachuca                                           |                                                                     |
|                        | C. López 11' · F. Ochoa 62' | Reporte | L. Álvarez 6'  | Asistencia: 800 espectadores Árbitro(s): Mario Andrés Eliosa Torres | Asistencia: 800 espectadores Árbitro(s): Mario Andrés Eliosa Torres |

| 2 de diciembre, 15:30                                                         | Zacatepec 1948       | 2:2     | U.A. de Hidalgo   | Estadio Agustín Coruco Díaz, Zacatepec                          |                                                                 |
|                                                                               | J. Pastrana 18', 44' | Reporte | J. Bustos 3', 49' | Asistencia: 6,000 espectadores Árbitro(s): Ángel Flores Galicia | Asistencia: 6,000 espectadores Árbitro(s): Ángel Flores Galicia |
| Con marcador global de 3-4, Universidad Autónoma de Hidalgo avanzó a la Final |                      |         |                   |                                                                 |                                                                 |

| 28 de noviembre, 11:00 | Académicos                                           | 3:1     | América Coapa        | Club Atlas Chapalita, Zapopan                                 |                                                               |
|                        | A. Gaspar 18' · D. Delgadillo 38' · José Sánchez 83' | Reporte | Jonathan Sánchez 84' | Asistencia: 150 espectadores Árbitro(s): Omar Jaime Hernández | Asistencia: 150 espectadores Árbitro(s): Omar Jaime Hernández |

| 1 de diciembre, 12:00                                    | América Coapa                  | 2:2     | Académicos                           | Instalaciones Club América Cancha 2, Ciudad de México                    |                                                                          |
|                                                          | J. Figueroa 34' · G. Pérez 90' | Reporte | J. Caballero 11' · D. Delgadillo 69' | Asistencia: 350 espectadores Árbitro(s): Antonio de Jesús Olalde Vázquez | Asistencia: 350 espectadores Árbitro(s): Antonio de Jesús Olalde Vázquez |
| Con marcador global de 3-5, Académicos avanzó a la Final |                                |         |                                      |                                                                          |                                                                          |

### Final
| 5 de diciembre, 12:00 | Académicos    | 1:0     | U.A. de Hidalgo | Club Atlas Chapalita, Zapopan                                 |                                                               |
|                       | J. Celada 85' | Reporte |                 | Asistencia: 400 espectadores Árbitro(s): Omar Jaime Hernández | Asistencia: 400 espectadores Árbitro(s): Omar Jaime Hernández |

| 8 de diciembre, 11:30                                                      | U.A. de Hidalgo | 1:2     | Académicos                     | Estadio Hidalgo, Pachuca                                        |                                                                 |
|                                                                            | F. Ochoa 75'    | Reporte | J. Sánchez 12' · J. Celada 47' | Asistencia: 4,000 espectadores Árbitro(s): Ángel Flores Galicia | Asistencia: 4,000 espectadores Árbitro(s): Ángel Flores Galicia |
| Con marcador global de 1-3, Académicos es campeón del Torneo Apertura 2012 |                 |         |                                |                                                                 |                                                                 |

|                               |
| Académicos Campeón 2º título. |